# Экономика Брунея
Бруней — развивающееся государство, экспортёр нефти. Страна, уровень жизни в которой зависит почти полностью от цен на нефть и природный газ. В 2008—2009 годах ВВП страны претерпел резкое снижение объёма (порядка 2 % в год), но в 2010 году экономика смогла вырасти на 4 % благодаря увеличению производства и открытию нового завода по производству метанола. Согласно «World Bank’s Doing Business 2011 report», Бруней входит в десятку стран по лёгкости ведения бизнеса.
Однако благосостояние страны неразрывно связано с фондами королевской семьи, которыми султан имеет право распоряжаться по своему усмотрению.
Бруней входит в состав АСЕАН с 1984 года и ВТО с 1995 года.

## Королевская семья
Капиталы Султана не поддаются оценке ввиду их закрытости для общества. Однако доступна информация об отелях на Бали, в Лондоне и Сингапуре, скотоводческих фермах в Австралии. Принц Мохаммед владеет сингапурской компанией QAF Holdings, принцы Джефри и Суфри владеют частными инвестфондами.

## Промышленность
В промышленности занято 61,1 % трудоспособного населения, она даёт 71,6 % ВВП. Главные отрасли — нефтяная и газовая промышленность. Правительство предпринимает меры по диверсификации экономики.

### Нефтегазовый сектор
Около 90 % налоговых сборов приходится на нефтегазовый сектор (2010).
По количеству экспортируемого сжиженного газа Бруней занимает 9 место в мире и 3 место по добычи нефти в Юго-восточной Азии. Япония закупает более 80 % необходимых нефтепродуктов в Брунее. Другим важнейшим импортёром углеводородов является Южная Корея.
Почти полностью, сжиженный газ производится на заводе «Brunei Liquefied Natural Gas», находящемся в береговой зоне. Им владеет совместное предприятие «Brunei Shell Petroleum Company Sendrian Berhad», половина которого принадлежит Shell, а другая половина — правительству. Завод открылся в 1972 году и является одним из самых больших в мире. Более 82 % сжиженного газа (5 млн тонн в год) продаётся в Японию по долгосрочному контракту, обновлённому в 1993 году. Мицубиси является акционером совместных предприятий с Shell и правительством Брунея в таких компаниях, как «Brunei LNG», «Brunei Coldgas» и «Brunei Shell Tankers», обеспечивающих производство и поставки сжиженного газа в Японию. С 1995 года, Бруней поставил более 700 000 тонн газа компании «Korea Gas Corporation» (KOGAS).
В 2010 году компания Shell объявила об открытии нового шельфового месторождения «Geronggong» в 100 км от берега.
Французская нефтяная компания Total (бывшая «ELF Aquitaine») действует в Брунее в области добычи нефти начиная с 80-х годов.
Совместное предприятие «Total E&P Borneo BV» сегодня производит приблизительно 35,000 баррелей в день и 13 % газа. Благодаря роли оператора недавно разрешенного брунейско-малайзийского спора по поводу глубоководного блока CA-1, Total значительно увеличит производственные мощности по нефти и газу в будущем.
Совет Брунея по экономическому развитию (The Brunei Economic Development Board (BEDB)) объявил в 2003 году, что планирует использование газовых ресурсов для развития конечных промышленных производств. В 2006 году основано совместное предприятие «Brunei Methanol Company», акционерами которого стали «Petroleum Brunei», «Мицубиси» и «Иточу», а в 2010 году заработал завод по производству метанола, стоимостью 400 млн долл. Ёмкость завода — 2 500 тонн метанола в день. Правительство готовится к строительству электростанции в Сунгай Лианг, в качестве поставщика электроэнергии для планируемого алюминиевого завода на деньги иностранных инвесторов. Второй проект, зависящий от иностранных инвестиций, — гигантский контейнерный терминал в порту Муара.

## Энергетика
Суммарные запасы энергоносителей оцениваются в размере 0,752 млрд тут (в угольном эквиваленте). На конец 2019 года электроэнергетика страны в соответствии с данными EES EAEC характеризуется следующими показателями. Установленная мощность нетто электростанций — 1109 МВт, в том числе: тепловые электростанции, сжигающие органическое топливо (ТЭС) — 99,9 % , возобновляемые источники энергии (ВИЭ) — 0,1 %. Производство электроэнергии-брутто — 4933 млн. кВт⋅ч, в том числе: ТЭС — 100,0 % . Конечное потребление электроэнергии — 3906 млн. кВт⋅ч, из которого: промышленность — 18,2 %, бытовые потребители — 34,0 %, коммерческий сектор и предприятия общего пользования — 47,8 %/ Показатели энергетической эффективности за 2019 год: душевое потребление валового внутреннего продукта по паритету покупательной способности (в номинальных ценах) — 63386 долларов, душевое (валовое) потребление электроэнергии — 8837 кВт⋅ч, душевое потребление электроэнергии населением — 3006 кВт⋅ч. Число часов использования установленной мощности-нетто электростанций — 4328 часов

## Сельское хозяйство
В сельском хозяйстве занято 2,9 % трудоспособного населения, оно даёт 0,9 % ВВП. Сельское хозяйство покрывает лишь малую часть потребностей страны в продовольствии. Выращиваются овощи (10,5 тыс. т), рис (620 т), маниок (1,8 тыс. т), натуральный каучук (215 т), бананы (680 т), батат (280 т)
В 2009 году в сельском хозяйстве было задействовано (без ручного труда) 704 человека — в животноводстве, 4382 — в растениеводстве, 132 — в переработке. Валовой продукт сельского хозяйства: 130,10 млн долл. (животноводство), 44,96 млн долл. (растениеводство), 53,20 млн долл. (переработка). Рабочая сила составила в животноводстве 2945 чел., в растениеводстве — 9792 чел., в переработке — 1188 чел.

## Финансовый сектор
Характеризуется тем, что в стране отсутствует Центральный Банк и финансовым регулированием занимается Управление денежного обращения Брунея (малайск. Autoriti Monetari Brunei Darussalam, англ. Monetary Authority of Brunei Darussalam). Действует 9 банков, в том числе иностранных. Доходы от продажи нефти и газа аккумулируются в «Общем резервном фонде Брунея» (Brunei’s General Reserve Fund), основанном в 1983 году, а также заграничных активах под управлением Брунейского инвестиционного агентства (Brunei Investment Agency) или BIA, являющегося в свою очередь подразделением Министерства финансов. В число предприятий, организованных агентством, входят сеть люксовых отелей по всему миру «Dorchester Collection», корпорация «Нухдар» (Nudhar Corporation), и корпорация «Бахагиа» (Bahagia Investment Corporation), относящаяся к сфере недвижимости. К заграничным инвестициям фонда (на 2009 год) относятся иорданская компания «Jordan Phosphate Mines Company» и австралийская «Patersons Securities». В распоряжении BIA находится около 30 млрд долл. заграничных инвестиций Брунея.

## Транспорт
Аэропорты
- всего — 2, в том числе:
  - с твёрдым покрытием — 1
  - без твёрдого покрытия — 1

Автомобильные дороги
- всего — 3650 км, в том числе:
  - с твёрдым покрытием — 2819 км
  - без твёрдого покрытия — 831 км

Водный транспорт
- всего — 8 судов (более 1000 грт) водоизмещением 465,937 грт/413,393 дедвейт

## Торговля
- Экспорт: $6,247 млрд
- Статьи экспорта: сырая нефть, сжиженный газ
- Партнёры по экспорту: Япония 30,5 %, Индонезия 19,9 %, Южная Корея 14,9 %, Австралия 11,5 %, США 7,7 %
- Импорт: $1,481 млрд
- Статьи импорта: машины и оборудование, продовольствие, химикаты
- Партнёры по импорту: Сингапур 31,6 %, Малайзия 19 %, Великобритания 8,1 %, Япония 5,6 %, Китай 5,5 %, Таиланд 4,6 %

### Торговля с Россией
Внешнеторговый оборот России с Брунеем в 2008 году по данным российской таможенной статистики составил 802,7 тыс. долл. США и увеличился по сравнению с 2007 годом в 325,5 раза, в том числе, экспорт составил 801,9 тыс. долл. США (рост в 601,6 раз, за счет эффекта «низкой базы»), импорт — 0,8 тыс. долл. США (сокращение на 25,2 %).